# Jeorjos Tsolakoglu
Jeorjos Tsolakoglu, gr. Γεώργιος Τσολάκογλου = Georgios Tsolakoglu (ur. w kwietniu 1886 w Rendinie, zm. 22 maja 1948 w Atenach) – grecki generał i polityk, premier w kolaboracyjnym rządzie okupowanego przez państwa Osi tzw. Państwa Greckiego.
Jako oficer w greckiej armii brał udział w wojnach bałkańskich, I wojnie światowej i wojnie przeciw Turcji. W czasie wojny grecko-włoskiej był w stopniu generała dowódcą korpusu.
Po włączeniu się do wojny nazistowskich Niemiec i szybkich zwycięstwach niemieckich poddał się, razem z dużą częścią innych wysokich oficerów, wojskom niemieckim. 30 kwietnia 1941 roku został wskazany jako kandydat na premiera w kolaboracyjnym rządzie, w jego skład weszło wielu innych generałów, którzy poddali się Niemcom razem z nim. Tsolakoglu pozostał szefem rządu do 2 grudnia 1942 roku, gdy został zastąpiony przez Konstandinosa Logothetopulosa.
Po wyzwoleniu Grecji został aresztowany i postawiony przed specjalnym trybunałem i skazany na śmierć, wyrok zamieniono na dożywotnie więzienie. Zmarł w szpitalu więziennym w 1948 roku, cierpiał na białaczkę.